# Fruticicola fruticum
Fruticicola fruticum је слична врста Euomphalia strigella код које су шавови равнији, шири пупак (1/5 пречника кућице) и ивице отвора се приближавају једна другој на паријеталној страни.

## Љуштура
Љуштура је чврста и сферичног је облика, скоро провидна, са широким врхом. Има 5 - 6,5 завоја, који се једнако смањују. Отвор је овалног облика, а ивица је благо проширена и релативно оштра, са слабо развијеном усном. Пупак је широк и отворен. Шавови су дубоки.
Боја кућице је сивкасто бела, жућкаста, боје меса или црвенкасто браон, понекад са браон периферном траком. Пуж обично светао, плашт са тамно обојеним тачкама које се виде кроз кућицу.

## Размножавање
Репродуктивни период почиње почетком лета и одвија се током влажних и топлих временских услова. Полажу 10-30 јаја у групама, понекад и више пута у сезони. Једногодишњи примерци су око 10 mm у пречнику, двогодишњи око 20 mm а трогодишњи највише 25 mm.

## Исхрана
Углавном се храни трулим лишћем и печуркама.

## Величина
Величина: 13-25 мм (ширина) и 10-20 мм (висина).

## Станиште
Станиште: висока зељаста вегетација, по шумама и жбуњу, плавна подручја река, осетљива на сушу. Налази се до 1800mnv.

## Распрострањеност
Распрострањеност: већи део Европе, до Крима и Кавказа
- Аустрија[4]
- Бугарска
- Велика Британија-врста у Великој Британији изумрла[5]
- Чешка[6][7]
- Немачка[8][9]
- Холандија[10]
- Пољска
- Словачка
- Украјина